# 緊急災害時動物救援本部
緊急災害時動物救援本部（きんきゅうさいがいじどうぶつきゅうえんほんぶ、どうぶつ救援本部）は、大災害時などで被災動物（主にペット）を救護救済する事を目的に設立された日本の団体である。

## 沿革

### 設立の経緯
阪神・淡路大震災では、パソコン通信が普及しつつあった事により全国の人が現地の情報を共有でき、そのためにこれまでの災害ではあまり注目されていなかった動物の被災にも目が向く様になった。兵庫県南部地震動物救援本部が設立され、多くの義援金とボランティアが集まる事となった。
この兵庫県南部地震動物救援本部のノウハウと資材と資金を引き継ぐ形で、1996年に緊急災害時動物救援本部が設立された。

### これまでの実績
- 1995年 兵庫県南部地震（設立前）
- 2000年 有珠山噴火災害
- 2000年 三宅島噴火災害
- 2004年 新潟県中越地震
- 2007年 大阪府ブルセラ病感染犬等救援
- 2007年 新潟県中越沖地震
- 2011年 東日本大震災

## 構成団体
緊急災害時動物救援本部は、日本政府が認可した公益法人である動物愛護団体3団体と、日本獣医師会の計4団体によって組織されている。
- 公益社団法人日本獣医師会
- 公益財団法人日本動物愛護協会[注釈 1]
- 公益社団法人日本動物福祉協会[注釈 2]
- 公益社団法人日本愛玩動物協会

## 活動内容
災害発生時には、主に次の様な活動を行う。
- 被災畜主の支援（飼料や資材の提供・相談・動物の治療など）
- 被災畜主からの動物の一時預かり
- 迷い動物の保護と治療
- 里親の募集

自治体の要請に応えて、自治体が行うこれらの動物救援活動を、緊急災害時動物救援本部がバックアップする形になる事が多い。
これらの活動を行うために緊急災害時動物救援本部は、平時から基金を持ち、資材が備蓄されている。

## 批判
一般のボランティア団体に比べて活動が消極的限定的であり、義援金の目的を公表していない等の批判がある。